# Kamienica przy Rynku 16 we Wrocławiu
Kamienica przy Rynku 16 – kamienica na wrocławskim Rynku, na południowej pierzei Rynku, tzw. stronie Złotego Pucharu.

## Historia kamienicy i jej architektura
Pierwszy murowany budynek na działce nr 16 wzniesiono w połowie XIV wieku. Z tego okresu zachowały się późnogotyckie kolumny o kielichowych głowicach, podtrzymujące sklepienie piwnicy. W XV wieku kamienica przeszła przebudowę; stała się trzykondygnacyjnym budynkiem z czteroosiową fasadą zakończoną szczytem, a jej tylna oficyna połączona była z tylnym domem przylegającym do ul. Ofiar Oświęcimskich 36. Wejście do budynku ozdabiał renesansowy portal z półkolistym łukiem bramnym wspartym na konsolach w kształcie pełnoplastycznych głów męskich, ujęty lizenami. 
W 1822 budynek został nabyty przez kupców Wilhelma i Eduarda Jänischów (Dom Jänischów) przeszedł kolejną modernizację. Kamienica zyskała wówczas plan dwutraktowy z boczną przejazdową sienią, a jej fasadzie nadano klasycystyczne formy likwidując jednocześnie szczyt. W XIX wieku dom przebudowano kilkakrotnie (w 1851, 1868, 1896–1899 i w 1905), a jego wnętrza przystosowano do funkcji handlowych. Swój sklep miała tu firma bieliźniarska Stein & Koslowsky, która w 1906 roku przeniosła się nowo wybudowanego domu handlowego pod numerem Rynek 25 W 1939, za sprawa projektu Rudolfa Wilhelma Haase, fasadzie kamienicy ponownie nadano formę klasycystyczną.

### Właściciele i postacie związane z kamienicą
Do 1408 roku właścicielem kamienicy był Hans Dompnig. Po jego śmierci budynek podzielono na dwie części, które przypadły jego rodzeństwu i krewnym. Taki stan utrzymywał się do 1423 roku, kiedy to obie części wykupił kupiec Michel Glezel (jedną czwartą kamienicy odkupił od swojego brata Kaspra, w latach 1410-1433 właściciela kamienicy nr 9 przy wrocławskim Rynku), przysięgły gildii kupieckiej w 1417 roku. Budynek pozostawał w jego majątku do jego śmierci w 1437 roku, po czym odziedziczyła go jego żona Katherina Michaelowa Gleselowa. W 1447 roku, na mocy testamentu, kamienicę zakupiła Katarzyna, żona Kaspra Ungeratena, wcześniejszego właściciela kamienicy nr 1. Tenże, po śmierci żony w 1449 roku, sprzedał posesję Andreasowi Popplau (w 1450) a ten, trzy lata później, kupcowi Kasprowi Horning (Hornig). Horning w latach 1455-1470 był ławnikiem lub rajcą; w latach 1465-1467 i w 1469 nosił godność seniora rady i pierwszego ławnika (w 1468 i w 1470). Horning zmarł 30 stycznia 1471 roku, a posesję nr 16 odziedziczył jego młodszy brat Baltazar, a od 1486 inni liczni członkowie rodziny. Dopiero od 1493 roku, kamienica należała prawdopodobnie do jednego właściciela: Hansa Horninga z niejasnym udziałem jego brata Wenzla.

## Po 1945
W wyniku działań wojennych w 1945 roku kamienica uległa całkowitemu zniszczeniu. W latach 1953–1955 budynek został odbudowany wraz z sąsiednią kamienicą według projektu lwowskiego architekta Wincentego Witolda Rawskiego i nawiązuje do elewacji z pierwszej połowy XIX wieku. Nad oknami pierwszego piętra umieszczono trójkątne naczółki, a trzecią i czwartą kondygnację rozdziela gzyms z greckim meandrem.
W 1956 roku w kamienicy została otwarta winiarnia Bachus i istniała ona do 2009 roku.